# Seticosta
Seticosta là một chi bướm đêm thuộc họ Tortricidae.

## Các loài
- Seticosta aeolozona Meyrick, 1926
- Seticosta arachnogramma  Meyrick, 1926
- Seticosta argentichroa  Razowski & Pelz, 2004
- Seticosta ariadnae  Razowski & Pelz, 2004
- Seticosta cerussograpta  Razowski, 1999
- Seticosta charagma  Razowski & Becker, 1999
- Seticosta chlorothicta  Razowski & Pelz, 2004
- Seticosta cigcligrapha  Razowski & Pelz, 2004
- Seticosta egregia  Razowski & Pelz, 2004
- Seticosta homosacta  Meyrick, 1930
- Seticosta mirana  Felder & Rogenhofer, 1875
- Seticosta multifidana  Zeller, 1877
- Seticosta niveonigra  Razowski & Wojtusiak, 2006
- Seticosta paranica  Razowski & Becker, 1999
- Seticosta phrixotricha  Razowski & Pelz, 2004
- Seticosta punctum  Razowski & Becker, 1999
- Seticosta retearia  Razowski & Pelz, 2004
- Seticosta rubicola  Brown & Nishida, 2003
- Seticosta sagmatica  Meyrick, 1912
- Seticosta senecta  Razowski & Becker, 1999
- Seticosta tambomachaya  Razowski, 1988
- Seticosta tholeraula  Meyrick, 1912
- Seticosta triangulifera  Razowski & Pelz, 2004
- Seticosta tridens  Razowski, 1988
- Seticosta versabilis  Meyrick, 1926